# Mustela strigidorsa
Espèce
Statut de conservation UICN

 LC  : Préoccupation mineure
Répartition géographique
Mustela strigidorsa, ou putois à dos rayé, est une espèce de mammifères de la famille des mustélidés, du genre Mustela habitant  dans le sud-est de l'Asie. Il figure sur la liste rouge de l'UICN en tant que préoccupation mineure en raison de son importante population présumée, de sa présence dans de nombreuses zones protégées, de sa tolérance apparente à un certain degré de modification de son habitat et de la faible pression de la chasse.

## Caractéristiques
Le putois à dos rayé se distingue de toutes les autres espèces de Mustela par la présence d'une étroite strie dorsale argentée s'étendant de l'occiput presque jusqu'à la racine de la queue, avec une strie ventrale jaunâtre correspondante de la poitrine le long de l'abdomen. La couleur générale du dos varie du brun chocolat du plus foncé au plus clair, parfois un peu plus pâle sur la tête et généralement légèrement assombrie le long de la traînée dorsale. La queue et les membres ont la même teinte que le dos. La lèvre supérieure depuis le rhinarium, le menton et la gorge jusqu’au niveau des oreilles est pâle et varie du blanchâtre à l’ocre. Sur la partie postérieure de la gorge et la partie antérieure de la poitrine, cette teinte pâle diminue en surface progressivement puis s'étend de nouveau entre les membres antérieurs, où elle enveloppe la ligne ventrale, puis s'étend sur la région inguinale entre les cuisses. Les coussinets des pieds sont bien développés, les doigts plantaires étant au nombre de 4, la région qui les entoure est entièrement nue.
La queue touffue est assez longue, elle fait plus de la moitié de la tête et du corps. La longueur de la tête et du corps des mâles est de 30 à 36 cm , tandis que la longueur de la queue est de 18 à 20 cm. Un jeune spécimen capturé vivant ne pesait que 700 g.

## Distribution
La présence du putois à dos rayé a été confirmée dans des localités diverses du nord-est de l'Inde, du nord et du centre de la Birmanie, du sud de la Chine, du nord de la Thaïlande, du nord et du centre du Laos et du Viêtnam, à une altitude allant du niveau de la mer à 2 500 m En Inde, il a été signalé à Dampa en 1994 et dans le parc national de Namdapha.

## Écologie et comportement
Peu d'habitats et d'habitudes de ce putois ont été rapportés. Il a été trouvé dans une grande variété d'habitats et il n'est pas encore possible de définir ses besoins en matière d'habitat. Les spécimens recueillis provenaient de collines de jungle dense, d'une forêt à feuilles persistantes, d'une forêt à feuilles persistantes perturbée, d'une forêt à feuilles persistantes montagnard basse et d'une forêt à feuilles persistantes en plaine. La plupart des observations sur le terrain ont eu lieu en plein jour. 
Dans les Naga Hills, on en a vu se battre avec un gros rat bandicoot. 

## Menace  et préservation
Le putois à dos rayé est potentiellement menacé par des pièges placés dans son habitat, qui ciblent les petits animaux sauvages comestibles.
Le putois à dos rayé est protégée en Thaïlande et inscrit sur la liste nationale des espèces en voie de disparition en Chine.